# Détour vers le bonheur
Pour plus de détails, voir Fiche technique et Distribution.
Détour vers le bonheur (ou Une autre vie) (Changes) est un téléfilm américain réalisé par Charles Jarrott et diffusé le 1er avril 1991.

## Synopsis
Mélanie est une journaliste et mère célibataire vivant à New-York. Peter est un chirurgien et père célibataire vivant à Los Angeles. C'est le coup de foudre mais leur relation va être mise à mal par leurs enfants et leurs carrières respectives.

## Fiche technique
- Titre original : Changes
- Titre français : Détour vers le bonheur (ou Une autre vie)
- Réalisation : Charles Jarrott
- Scénario : Susan Nanus, Danielle Steel
- Musique : Lee Holdridge
- Durée : 91 minutes
- Pays d'origine :  États-Unis
- Langue originale : anglais
- Date de sortie : 
  - États-Unis : 1er avril 1991
  - France :

## Distribution
- Cheryl Ladd : Melanie Adams
- Christie Clark : Valerie Adams
- Renée O'Connor : Jessica Adams
- Michael Nouri : Peter Hallam
- Chris Gartin : Mark Hallam
- Ami Foster : Pam Hallam
- Joseph Gordon-Levitt : Matt Hallam
- Liz Sheridan : Mrs. Hahn
- Betty Carvalho : Raquel
- Randee Heller : Carol Kellerman
- Cynthia Bain : Marie Dupres
- Charles Frank : Brad Buckley
- James Sloyan : Paul Stevenson
- Luis Avalos : Ray
- Ben Slack : Hank Wexler
- Melinda O. Fee : Diana Maxwell
- Flo Di Re : Helen Hallam
- Judy Jean Berns : Dr. Maxine Richmond
- Shayna Bridges : Patti Lou Jones